# Джефф Дадамо
Джефф Дадамо (англ. Jeff Dadamo; нар. 17 липня 1989) — колишній американський тенісист.
Найвищу одиночну позицію світового рейтингу — 480 місце досяг 15 жовтня 2012, парну — 429 місце — 4 лютого 2013 року.

## Фінали за кар'єру (1)

### Парний розряд (1)
| Легенда             |
| ATP Челленджери (1) |

| Фінали за покриттям |
| ------------------- |
| Тверде (1–0)        |
| Ґрунт (0–0)         |
| Трава (0–0)         |
| Килим (0–0)         |

| Результат | В-П | Дата     | Турнір        | Покриття | Партнер       | Суперники у фіналі         | Рахунок          |
| --------- | --- | -------- | ------------- | -------- | ------------- | -------------------------- | ---------------- |
| Перемога  | 1–0 | Лип 2012 | Віннетка, США | Тверде   | Девін Бріттон | Джон Пірс Джон-Патрік Сміт | 1–6, 6–2, [10–6] |